# 普雷里鎮區 (愛荷華州基奧卡克縣)
普雷里鎮區（英語：Prairie Township）是位於美國愛荷華州基奧卡克縣的一個行政鎮區。

## 地方資料
根據2010年美國人口普查的數據，普雷里鎮區的面積為91.76平方千米，當中陸地面積為91.74平方千米，而水域面積為0.02平方千米。當地共有人口351人，而人口密度為每平方千米3.83人。